# Браян Макдональд
Браян Макдоналд (англ. Brian Macdonald; 14 травня 1928, Монреаль — 29 листопада 2014) — канадський танцівник, хореограф, режисер, балетмейстр.

## Життєпис
Перший акторський досвід Макдоналд здобув як виконавець дитячої ролі на радіо. Із 1945 р. навчався у Елізабет Ліз і Жерара Крев'є, паралельно навчаючись в Університеті Макгілла на англійській філології (здобув ступінь бакалавра). Також бере участь в університетських театральних гуртках.
Брав участь у майстер-класах засновниці Національного балету Канади Целії Франка (Celia Franca). Був у складі цієї балетної трупи поки не пошкодив руку у 1953 р.
Згодом співпрацював як хореограф із CBC-TV, Королівським балетом Вінніпеґа, був артистичним керівником Королівського балету Швеції (1964—67), Harkness Ballet у Нью-Йорку (1967—68), Batsheva Dance Theatre (Ізраїль, 1971—72), Grands Ballets Canadiens (артистичний директор: 1974—77; хореограф: 1980—90), Ballets Jazz de Montréal (1995).
У 1980-х також виступав як режисер опер та мюзиклів.
Протягом 1982–2001 рр. був керівником літніх курсів з танцю рамках Banff Centre for Continuing Education.